# Карл XV
Карл XV (швед. Karl XV, полное имя — Карл Людвиг Ойген Бернадот; 3 мая 1826[…], Стокгольм — 18 сентября 1872[…], Мальмё) — король Швеции и Норвегии (в Норвегии как Карл IV) из династии Бернадотов с 1859 года, старший сын Оскара I (c 1857 года — регент во время болезни отца). Первый Бернадот, родившийся в Швеции.

## Биография
Родился 3 мая 1826 года. При нём проведены масштабные реформы, введены современное местное (1862), церковное (1863) и уголовное право (1864). Девиз короля был: Land skall med lag byggas — «Страна должна быть построена с законом». Он же в 1866 году способствовал реформе риксдага. Сторонник союза скандинавских государств, однако во время датско-немецкой войны за Шлезвиг придерживался нейтралитета.
Карл был художником и поэтом.
19 июня 1850 года женился на Луизе Нидерландской (1828—1871), дочери младшего сына Виллема I.
В браке родилась дочь Ловиса (Луиза) (1851—1926), ставшая супругой короля Дании Фредерика VIII и сын Карл Оскар (1852—1854), который умер в 2-летнем возрасте, поэтому престол унаследовал брат Карла Оскар II. После достижения независимости Норвегии её королём стал в 1905 году Хокон VII — внук Карла XV, сын его дочери.
Умер 18 сентября 1872 года.